# Індія (Григоріопольський район)
Індія (рос. Индия; рум. India) — село в Григоріопольському районі в Молдові (Придністров'ї). Входить до складу Буторської сільської ради.
Станом на 2004 рік у селі проживало 2 українців.